# Ėduard Jul'evič Ioganson
Ėduard Jul'evič Ioganson (San Pietroburgo, 18 dicembre 1894 – Leningrado, 1942) è stato un regista cinematografico sovietico.

## Filmografia (parziale)

### Regista
- Kat'ka, mela renetta di carta (1926)
- Naslednyj princ respubliki (1934)[1][2][3]